# Tamaindé
Tamaindé (Tamainde-Nambikuara, Tamainde-Nambikwara), jedna od nekoliko skupina brazilskih nambikwara Indijanaca koji su jezično pripadali užoj skupini Nambikwára do Norte, porodica Nhambicuaran. Živjeli su na rijeci rio Papagaio u državi Mato Grosso
Govorili su istoimenim dijalektom jezika mamainde [sai].